# Hertogdom Pommeren-Stettin
Het hertogdom Pommeren-Stettin (Duits: Herzogtum Pommern-Stettin) was een land in het Heilige Roomse Rijk dat werd geregeerd door de Greifendynastie. Pommeren-Stettin ontstond in 1532, na een voorlopige deling van het hertogdom Pommeren in een westelijk en een oostelijk deel. Barnim IX kreeg het oostelijke gelegen Pommeren-Stettin. De verdeling werd in 1541 opnieuw bevestigd. In 1625 erfde hertog Bogislaw XIV van Stettin het hertogdom Pommeren-Wolgast, waarmee hij Pommeren opnieuw verenigde.
Pommeren-Stettin bestond uit drie gebiedsdelen die van elkaar gescheiden werden door het prinsbisdom Cammin. Het bisdom stond onder Pommerse invloed en werd vanaf 1556 door leden van de Pommerse dynastie bestuurd. De grens tussen Pommeren-Wolgast en Pommeren-Stettin liep van de Oderhaf tot de grens met Brandenburg. Het eiland Usedom hoorde bij Wolgast, terwijl Wollin tot Pommeren-Stettin behoorde. De grootste steden in het hertogdom waren Cammin, Stargard, Stolp en de hoofdstad Stettin. Binnen het Heilige Roomse Rijk was Pommeren-Stettin ingedeeld bij de Opper-Saksische Kreits. De amten Lauenburg en Bütow waren geen onderdeel van het Rijk, maar vielen onder de Poolse kroon.

## Hertogen
- 1532 - 1569: Barnim IX
- 1569 - 1600: Johan Frederik
- 1600 - 1603: Barnim X
- 1603 - 1606: Bogislaw XIII
- 1606 - 1618: Filips II
- 1618 - 1620: Frans
- 1620 - 1625: Bogislaw XIV